# Galium trichocarpum
Galium trichocarpum är en måreväxtart som beskrevs av Dc.. Galium trichocarpum ingår i släktet måror, och familjen måreväxter. Inga underarter finns listade i Catalogue of Life.